# Asambleas del Partido Republicano de 2012 en Guam
Las Asambleas del Partido Republicano de 2012 en Guam se hicieron el 10 de marzo de 2012. Las Asambleas del Partido Republicano fueron unas asambleas, con 9 delegados para elegir al candidato del partido Republicano para las elecciones presidenciales de Estados Unidos de 2012.  En el territorio de Guam estaban en disputa 9 delegados.

## Elecciones

### Resultados
| Asambleas del Partido Republicano de Guam de 2012 | Asambleas del Partido Republicano de Guam de 2012 | Asambleas del Partido Republicano de Guam de 2012 | Asambleas del Partido Republicano de Guam de 2012 | Asambleas del Partido Republicano de Guam de 2012 |
| Candidato                                         | Votos                                             | Porcentaje                                        | Delegados                                         |                                                   |
| ------------------------------------------------- | ------------------------------------------------- | ------------------------------------------------- | ------------------------------------------------- | ------------------------------------------------- |
| Mitt Romney                                       | 207                                               | 96%                                               | 9                                                 |                                                   |
| Rick Santorum                                     | 0                                                 | 0%                                                | 0                                                 |                                                   |
| Newt Gingrich                                     | 0                                                 | 0%                                                | 0                                                 |                                                   |
| Ron Paul                                          | 0                                                 | 0%                                                | 0                                                 |                                                   |
| Indecisos                                         | 8                                                 | 4%                                                | 0                                                 |                                                   |
| Delegados no proyectados:                         | Delegados no proyectados:                         | Delegados no proyectados:                         | 0                                                 |                                                   |
| Total:                                            | 215                                               | 100%                                              | 9                                                 |                                                   |

| Clave: | Retirado antes de la contienda |